# Barrage routier de Taukkyan
Théâtre d'Asie du Sud-Est de la Seconde Guerre mondiale
Batailles
Invasion japonaise de la Birmanie :
- Rivière Bilin
- Pont de la Sittang
- Pégou
- Barrage routier de Taukkyan
- Route Yunnan-Birmanie (Tachiao
- Oktwin
- Taungû)
- Shwedaung
- Prome
- Yenangyaung

Opérations en Birmanie (1942-1943) :
- Arakan
- The Hump
- Chindits
- Nord de la Birmanie et ouest du Yunnan

Opérations en Birmanie en 1944 :
- Chindits (2)
- Admin Box
- U-Go (Imphal
- Sangshak
- Court de tennis
- Kohima)
- Myitkyina
- Mogaung
- Mont Song

Opérations en Birmanie (1944-1945) :
- Meiktila et Mandalay
- Pakokku et Irrawaddy
- Colline 170
- Île de Ramree
- Tanlwe Chaung
- Dracula
- Elephant Point
- Coude de la Sittang

Le barrage routier de Taukkyan est un engagement de la campagne de Birmanie pendant la Seconde Guerre mondiale. L'opération consistait en une tentative de dégagement d'un barrage routier tenu par des éléments de la 33e division japonaise, qui empêchait l'évacuation de la force principale de l'Armée Britannique de Birmanie de la ville de Rangoun. 
Après de violents combats tout au long du 7 mars 1942 et une contre-attaque cette nuit-là, le barrage routier fut pris au petit matin du 8 mars, avec peu de résistance. En conséquence, l'Armée Britannique de Birmanie  pût se retirer sans entrave vers le nord et éviter ainsi une capture à Rangoon par les forces japonaises.